# George Nostrand
George Thomas Nostrand  (né le 25 janvier 1924 - décédé le 8 novembre 1981) est un joueur américain de basket-ball.
Intérieur de 2,03 m issu de l'université du Wyoming, Nostrand joua quatre saisons (1946-1950) dans la Basketball Association of America sous les couleurs des Toronto Huskies, des Cleveland Rebels, des Providence Steamrollers, des Boston Celtics, des Tri-Cities Blackhawks et des Chicago Stags. Il inscrivit une moyenne de 8,2 points par match lors de sa carrière professionnelle.
Nostrand est peut-être davantage connu pour être apparu dans une série de publicité dans des journaux canadiens pour faire la promotion du premier match de NBA, le 1er novembre 1946 opposant son équipe des Toronto Huskies aux New York Knicks. Les publicités promettaient que toutes les personnes plus grandes que Nostrand pourraient assister gratuitement à la rencontre.